# SummerSlam 1997
SummerSlam (1997) was een professioneel worstel-pay-per-view (PPV) evenement dat georganiseerd werd door de World Wrestling Federation (WWF, nu WWE). Het was de 10e editie van SummerSlam en vond plaats op 3 augustus 1997 in het Continental Airlines Arena in East Rutherford, New Jersey.

## Matches
| Nr. | Match | Winnaar(s)                   | Opmerkingen                                                                                                | Bron  |
| --- | --- | ---------------------------- | --- | ----- |
| 1   | Mankind vs. Hunter Hearst Helmsley (met Chyna)                                                                                                 | Mankind                      | Steel Cage match. Mankind won door uit de kooi te ontsnappen.                                              | [ 2 ] |
| 2   | Goldust (met Marlena) vs. Brian Pillman | Goldust                      | Eén-op-één match.                                                                                          | [ 2 ] |
| 3   | The Legion of Doom (Animal & Hawk) vs. The Godwinns (Henry O. Godwinn & Phineas I. Godwinn)                                                    | The Legion of Doom           | Tag Team match.                                                                                            | [ 2 ] |
| 4   | The British Bulldog (c) vs. Ken Shamrock | The British Bulldog          | Eén-op-één match voor het WWF European Championship. Bulldog won door diswalificatie.                      | [ 2 ] |
| 5   | Los Boricuas (Jesús Castillo, José Estrada Jr., Miguel Pérez Jr. & Savio Vega) vs. The Disciples of Apocalypse (8-Ball, Chainz, Crush & Skull) | Los Boricuas                 | 8-Man Tag Team match.                                                                                      | [ 2 ] |
| 6   | Stone Cold Steve Austin vs. Owen Hart (c) | Stone Cold Steve Austin (nc) | Eén-op-één match voor het WWF Intercontinental Championship.                                               | [ 2 ] |
| 7   | Bret Hart vs. The Undertaker (c) | Bret Hart (nc)               | Eén-op-één match voor het WWF World Heavyweight Championship met Shawn Michaels als Special Guest Referee. | [ 2 ] |